# Teťana Běljajevová
Teťana Běljajevová (ukrajinsky Тетяна Бєляєва; rusky Татьяна Беляева, Taťjana Běljajeva), (* 2. října 1971 Lvov, Sovětský svaz) je bývalá reprezentantka Ukrajiny v sambu a judu.

## Sportovní kariéra
Bojovým sportům se věnovala vrcholově v Dněpropetrovsku pod vedením Daniela Voloviče. Jako většina Ukrajinek i ona kombinovala judo se sambem. V sambu je několikanásobnou mistryní světa a Evropy. V judu dosahovala velmi dobrých výsledků ve druhé polovině 90. let.
V roce 1995 si třetím místem na mistrovství světa zajistila účast na olympijských hrách v Atlantě. Dostala se do semifinále, kde však narazila na psychický blok jménem Ulla Werbroucková. V boji o třetí místo neuspěla a obsadila 5. místo. V roce 2000 se opět kvalifikovala na olympijské hry v Sydney, ale její snaha skončila v prvním kole.

## Výsledky

### Judo
| Turnaj             | 1994           | 1995           | 1996           | 1997           | 1998         | 1999         | 2000         |
| Turnaj             | 23             | 24             | 25             | 26             | 27           | 28           | 29           |
| Turnaj             | polotěžká váha | polotěžká váha | polotěžká váha | polotěžká váha | střední váha | střední váha | střední váha |
| ------------------ | -------------- | -------------- | -------------- | -------------- | ------------ | ------------ | ------------ |
| Olympijské hry     |                |                | 5.             |                |              |              | úč.          |
| Mistrovství světa  |                | 3.             |                | úč.            |              | úč..         |              |
| Mistrovství Evropy | 5.             | úč.            | 7.             | —              | 7.           | 5.           | úč.          |